# Pilanus pilatus
Espèce
Pilanus pilatus est une espèce de pseudoscorpions de la famille des Chernetidae.

## Distribution
Cette espèce est endémique du Sénégal.

## Publication originale
- Beier, 1930 : Nuovi pseudoscorpioni dell'Africa tropicale. Bollettino del Laboratorio di Zoologia Generale e Agraria del R. Istituto Superiore Agrario in Portici, vol. 25, p. 44-48.